# Souleuvre
La Souleuvre est une rivière française de Normandie, affluent de la Vire en rive droite, dans le département du Calvados.

## Géographie
La Souleuvre naît sur la commune de Valdallière (commune déléguée de Montchamp) près des hameaux de la Lamerie, de la Druerie et de la Saffrie, 9 kilomètres à l'est du Bény-Bocage et arrive au Tourneur où, après avoir reçu les eaux de plusieurs petits affluents, elle coule au fond d'une vallée encaissée assez pittoresque d'orientation est-ouest. Ce sillon est creusé dans le synclinal cambrien de la zone bocaine. Son paysage est typique des vallées du nord-est du Massif armoricain et du Bocage virois.
Elle se joint aux eaux de la Vire, celle-ci arrivant du sud, sur la commune de Souleuvre en Bocage, à la limite nord des communes déléguées de Carville et Sainte-Marie-Laumont, après un parcours de 18,3 kilomètres en Bocage virois. À ce confluent, la Vire adopte cette orientation est-ouest et entre dans le site des gorges de la Vire.
La longueur de son cours d'eau est de 19 km.

### Bassin et affluents
Son bassin versant est de 120 km2.
La Souleuvre occupe la partie sud de son bassin, laissant à ses principaux affluents, tous de rive droite, la tâche de collecter les eaux de la partie nord. Le bassin s'étale entre ceux de la Drôme, sous-affluent de la Vire, au nord, de l'Orne, par ses affluents et sous-affluents l'Odon et la Druance à l'ouest, et de l'Allière, autre affluent de la Vire, au sud. La confluence avec la Vire est à l'ouest du bassin.
Ses trois principaux affluents, de rive droite, sont successivement le Blandouit (6,3 km), grossi des eaux du Rubec (5,9 km), à Saint-Pierre-Tarentaine, le Courbençon (9,5 km) au Tourneur et le Roucamps (14,4 km) entre Le Tourneur et La Ferrière-Harang. Le Rubec, le Blandouit, la Souleuvre et enfin la Vire forment un axe de creusement dans le synclinal bocain et offrent ainsi une vallée pittoresque terminée par le site des gorges de la Vire.

### Communes traversées
Rivière exclusivement rurale, la Souleuvre traverse ou borde les communes de Valdallière et Souleuvre en Bocage.
Quant au bassin, s'y ajoutent la commune de Brémoy et les communes déléguées de Saint-Martin-des-Besaces, Estry, Mont-Bertrand, Montamy et Saint-Denis-Maisoncelles.

## Hydrologie
La Souleuvre a été observée à la station I5053010 de Carville et son module est de 1,57 m3/s

## La vallée de la Souleuvre

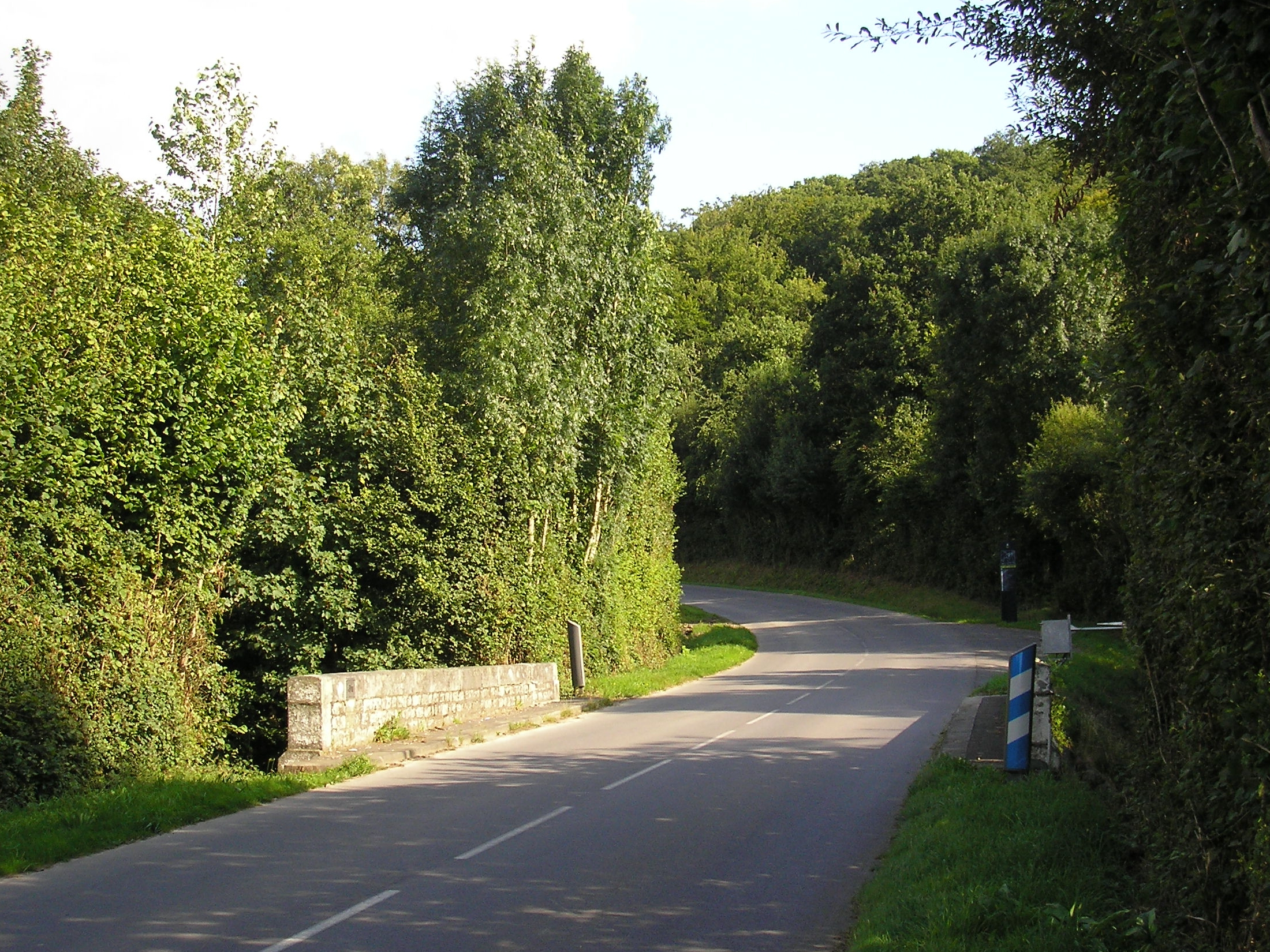
Le pont du Taureau.

- Le viaduc de la Souleuvre : inspiré des techniques de Gustave Eiffel, son tablier métallique a été détruit en 1970. Un  pilier sert aujourd'hui d'appuis à une plate-forme de saut à l'élastique.
- Le pont du Taureau (2 km en aval du viaduc) : pont pris par la 11e division blindée britannique, dont l'emblème était un taureau (The Black Bull) lors de l'opération Bluecoat le 31 juillet 1944. Il avait été miraculeusement oublié des bombardements alliés et de la surveillance allemande.
- Les gorges de la Vire : elles sont en fait un prolongement de la vallée de la Souleuvre.

## Patrimoine naturel
Le bassin de la Souleuvre est un site Natura 2000, en particulier pour sa population d'écrevisses à pattes blanches et de chabots. Son bassin est toutefois moins important pour les écrevisses que celui de la Druance, voisine mais dans le bassin de l'Orne. Présence également de Lamproie de Planer et du saumon atlantique.
La Souleuvre et ses affluents sont classés en zone naturelle d'intérêt écologique, faunistique et floristique de type I, sous le no 250020110.